# Падалинське сільське поселення
Падали́нське сільське поселення (рос. Падалинское сельское поселение) — сільське поселення у складі Амурського району Хабаровського краю Росії.
Адміністративний центр — селище Ізвестковий.

## Населення
Населення сільського поселення становить 1726 осіб (2019; 2062 у 2010, 2196 у 2002).

## Історія
Падалинська сільська рада утворена 27 листопада 1942 року у складі Комсомольського району. 14 лютого 1963 року сільська рада передана до складу новоутвореного Амурського промислового району, з 14 січня 1965 року — Амурського району.
22 квітня 1976 року частину сільської ради передано до складу Ельбанської селищної ради. 19 жовтня 1978 року центром сільської ради стало селище Ізвестковий. 1992 року сільська рада перетворена в сільську адміністрацію, 2004 року — в сільське поселення.

## Склад
До складу сільського поселення входять:
| Населений пункт        | Населення, осіб (2002) | Населення, осіб (2010) |
| ---------------------- | ---------------------- | ---------------------- |
| Ізвестковий, селище    | 1890                   | 1574                   |
| Казарма 286 км, селище | 11                     | 1                      |
| Малмиж, селище         | 88                     | 98                     |
| Падалі, село           | 207                    | 389                    |